# Фингалова пещера (увертюра)
Увертюра «Гебриды, или Фингалова пещера» си минор, соч. 26 — концертная увертюра Феликса Мендельсона.
Первая редакция была написана композитором после посещения 8 августа 1829 г. Фингаловой пещеры на острове Стаффа из группы Внутренних Гебрид возле западного побережья Шотландии. Мендельсон был приглашён в Великобританию в возрасте 20 лет, в ходе путешествия посетил и Шотландию, где им была написана Симфония № 3 («Шотландская»). Из путешествия он отправил родным открытку с первой фразой увертюры, написав сестре Фанни: «Для того, чтобы показать, сколь сильно впечатлили меня Гебриды, шлю тебе музыку, которая пришла там в мою голову», — любопытно, что открытка была отправлена за день до посещения Фингаловой пещеры. На тот момент пещера, знаменитая своими базальтовыми колоннами, составляла около 11 м в высоту и более 60 м в глубину.
Работа композитора над увертюрой продолжалась в 1830 г. во время его пребывания в Италии и была закончена 16 декабря 1830 г. — современный шотландский автор усматривает в этой дате особый смысл, поскольку именно в этот день солнце располагается над горизонтом таким образом, что его лучи могут полностью осветить пещеру. Изначально пьеса получила название «Одинокий остров» (нем. Die einsame Insel) и посвящение кронпринцу Пруссии (будущему королю Фридриху Вильгельму IV). Закончив переработку сочинения в июне 1832 г., Мендельсон переозаглавил её, написав на партитуре «Фингалова пещера» (англ. Fingal’s Cave), а на оркестровых партиях — «Гебриды» (нем. Die Hebriden). Первое из названий было использовано при премьерном исполнении увертюры, которое состоялась 14 мая 1832 г. в Лондоне.
По мнению музыковеда В. Конен, «Гебриды» — самая яркая из шести увертюр Мендельсона, которые вообще заложили традицию увертюры как особого жанра программной симфонической музыки: «Северный морской пейзаж вначале трактован композитором элегически. Но постепенно музыка приобретает драматизм и динамичность».
Увертюра написана в сонатной форме для 2 флейт, 2 гобоев, 2 кларнетов, 2 фаготов, 2 валторн, 2 труб, литавр и струнных. Продолжительность звучания — 10,5 — 11 минут.